# Andreas Lorentzson Wall
Andreas Lorentzson Wall var en svensk silversmed verksam under 1700-talets första hälft
Han var son till silversmeden Lorenz Wall och gift med Sigrid Forstadius. Wall utbildades av sin styvfar silversmeden Wolter Siewers i Norrköping och blev gesäll 1711 och mästare i Stockholm 1712. Till hans mer kända arbeten räknas en silvertekanna dekorerad med en fransk beslagsornamentik och scener ur Ovidi metamorfoser. Han utförde även kyrkligt silver till ett flertal kyrkor. Wall är representerad vid den Hallwylska samlingen.